# Фаларис
Фаларис (грч. Phalaris) је тиранин из сицилијанског града Акраганта, стваралац легендарног „Фаларисовог бика“.

## Митологија
Фаларис је био немитско биће јер је живео у 6. веку пре нове ере. Прво је био архитекта, а 570. године пре нове ере постао је акрагантски тиранин. Постао је познат због своје рафиниране окрутности. Наредио је да се од бронзе изради велики шупљи бик у кога је он затварао своје жртве, а затим је бика стављао на лагану ватру и тако пекао своје жртве до смрти. Свој поступак је оправдавао тиме што је морао да приноси жртве богу Аполону. Бика је у једном тренутку пренео и у Делфе.

## У уметности
Причу о бику је опевао Лукијан из Самосате у свом реторичком спеву „Фаларис“.